# Временные правила относительно острова Сахалин
Временные правила относительно острова Сахалин (яп. 樺太島仮規則 Карафуто-то: кари кисоку) — подписанный (18 (30) марта 1867 года сёгунатом Эдо и Российской Империей договор о демаркации российско-японской границы и совместного освоения Сахалина.

## История заключения
Согласно Симодскому трактату 26 января (7 февраля) 1855 год, Курилы отошли к России, а статус Сахалина был оставлен неопределённым, так как было решено, что жить на нём, как и до подписания договора, будут оба народа.
В 1862 году Япония отправила в Россию на переговоры о демаркации границ своего чиновника (кандзё-бугё) Такэути Ясунори, настаивая на делении по 50-й параллели острова Сахалин, но переговоры провалились из-за отказа российской стороны, имевшей поселения на Южном Сахалине. По мнению Коидэ Ходзуми наместника в Хакодате (Хакодатэ бугё) граница должна быть демаркирована по 48-й параллели.
С 6 февраля 1867 года в Санкт-Петербурге начались новые переговоры японских представителей — управляющего по иностранным делам (гайкоку бугё) Коидэ Ходзуми и инспектора (мэцукэ) Исикава Тосимаса с российским представителем — дипломатом Азиатского департамента МИД Российской империи П. А. Стремоуховым. Представитель Российской империи не согласился на условия японцев раздела острова Сахалин по 50-й параллели, но предложил компромиссный вариант с Временными правилами, дававший Японии возможность уступить Сахалин России или оставить без раздела в совместном владении. 
30 марта 1867 года в Санкт-Петербурге японская делегация отвергла предложения П. А. Стремоухова об переходе всего острова Сахалин во владение России, таким образом юридически остров остался во владении обеих стран. "Временные правила относительно острова Сахалин" были подписаны обеими сторонами в этот же день — 30 марта 1867 года.
Позднее в соответствии с условиями Санкт-Петербургского договора 1875 года — остров Сахалин переходил во полное владение России, Япония получала все Курильские острова. Японские подданные на Сахалине выселялись на остров Хоккайдо.

## Основные положения и условия «Временных правил относительно острова Сахалин»
«Временные правила относительно острова Сахалин» на русском языке:

Подписано в Санкт-Петербурге 18 марта 1867 (Кэйо) 3-го года 2-го месяца 25-го дня)
Прибывшие в Санкт-Петербург посланники Его Величества Тайкуна Японского сообщили Министерству иностранных дел, что японское правительство, опасаясь недоразумений, которые могут возникнуть на Сахалине из-за общности владения этим островом, и с целью ещё больше скрепить существующую между Россией и Японией дружбу, желает определить границу на Сахалине, принимая за основание какой-либо естественный рубеж, гору или реку. В поступавших по этому поводу сообщениях Директор Азиатского департамента Тайный советник Стремоухов заявил, что русское правительство не соглашается провести границу на самом острове Сахалин из соображений, содержание которых было в подробностях изложено посланникам Его Величества Тайкуна Японского. Вместе с тем, движимое желанием прийти по Сахалинскому вопросу ко взаимному дружественному соглашению, русское правительство сделало следующие предложения:
Во-первых, признать залив, называемый «Анива», границей между Россией и Японией как самый естественный рубеж, так чтобы весь остров Сахалин остался во владении России.
Во-вторых, все принадлежащие в настоящее время японцам рыбные промыслы впредь и на будущее оставить в их пользовании.
В-третьих, уступить Японии в её полное и безоговорочное владение остров Уруп с соседними тремя островками, носящими названия: Чирпой, Брат-Чирпоев и остров Броутона.
В-четвёртых, в случае невозможности прийти к соглашению по этим статьям, по-прежнему оставить Сахалин в общем владении.
Так как обе стороны не сумели прийти меж собою к соглашению по вышеизложенным вопросам, по-прежнему оставить остров Сахалин в общем владении, ныне постановив ради спокойствия и согласия между подданными обеих стран принять следующие правила:
Статья 1-я. Русские и японцы должны поддерживать на Сахалине отношения мира и согласия. Разрешение могущих возникнуть споров и недоразумений поручается местным властям. Если они не смогут разобраться в вопросе, то тот разрешается ближайшими русскими и японскими губернаторами.
Статья 2-я. В силу общности владения русские и японцы могут свободно ходить и ездить по всему острову, селиться и возводить строения во всех ещё не занятых постройками, промышленными объектами и садами местах.
Статья 3-я. Коренным жителям на острове предоставляется полная свобода, как по личным правам, так и по имущественным. Они могут по свободному договору наниматься к русским и японцам. Если коренной задолжает русскому или японцу деньги или товар, или если он уже имеет долг, он может аннулировать его, поступив на службу к держателю долга на заранее оговорённое время, если захочет.
Статья 4-я. Если со временем японское правительство согласится на вышеизложенные предложения правительства русского, то на переговоры по окончательному соглашению будут назначены местные губернаторы.
Статья 5-я. Вышеизложенные правила должны будут вступить в силу, как только будут получены местными властями острова Сахалин, то есть не позднее чем через шесть месяцев после их подписания; все другие маловажные вопросы, не затронутые в этих правилах, будут разрешаться местными властями с обеих сторон на тех же основаниях, на каких и до этого.
В удостоверение всего вышеизложенного уполномоченными обеих сторон подписываются сии временные правила с приложением печатей.

«Временные правила относительно острова Сахалин» на японском языке:

Оригинальный текст (яп.)慶應三年二月廿五日（魯曆千八百六十七年三月 十八）於比特堡調印

「カラフト」島は魯西亞と日本との所屬なれは島中にある兩國人民の間に行違ひの生せん事を慮り互に永世の懇親を彌堅くせんかため日本政府は右島中山河の形勢に依て境界の議定せん事を望む旨を日本大君殿下の使節は「シントペートルスブルグ」へ來りて外國事務役所へ告知ありしといへとも魯西亞政府は島上にて境界を定むることは承諾いたしかたき趣きを亞紬亞局「ジレクトル」（役名)「タイニーソウヱッニク」（官名）「スツレモウホフ」（人名）を以て報答せり其故の巨細は大君殿下の使節へ陳述せり且魯西亞政府は右「カラフト」島の事に付雙方親睦の交際を保たん事を欲しその存意を述たり
第一　兩國の間にある天然の國界「アニワ」と唱ふる海峡を以て兩國の境界と爲し「カラフト」全島を魯西亞の所領とすへし
第二　右島上にて方今日本へ屬せる漁業等は向後とも總て是まての通り其所得とすへし
第三　魯西亞所屬の「ウルップ」を其近傍に在る「チルポイ、ブラツ、チルポイ、ブロトン」ノ三箇の小島と共に日本へ讓り全く異論なき日本所領とすへし
第四　右條々承諾難致節は「カラフト」島は是迄の通り兩國の所領と致置くへし
前書の廉々互に協同せさるに付「カラフト」島は是迄の通り兩國の所領と爲し置き且兩國人民の平和を保たんか爲め左の條々を假に議定せり
第一條
「カラフト」島に於て兩國人民は睦しく誠意に交るへし萬一爭論ある歟又は不和のことあらは裁斷は其所の雙方の司人共へ任すへし若其司人にて決し難き事件は雙方近傍の奉行にて裁斷すへし
第二條
兩國の所領たる上は魯西亞人日本人とも全島往來勝手たるへし且いまた建物幷園庭なき所歟總て產業の爲に用ひさる場所へは移住建物等勝手たるへし
第三條
島中の土民は其身に屬せる正當の理竝附屬所持の品々とも全く其ものゝ自由たるへし又土民は其ものゝ承諾の上魯西亞人日本人ともにこれを雇ふことを得へし若日本人又は魯西亞人より土民金銀或は品物にて是迄旣に借受けし歟又は現に借財を爲すとあらは其もの望の上前以定めたる期限の間職業或は使役を以てこれを償ふ事を許すへし
第四條
前文魯西亞政府にて述たる存意を日本政府にて若向後同意し其段告知する時は右に付ての談判議定は互に近傍の奉行へ命すへし
第五條
前に揭たる規則は「カラフト」島上の雙方長官承知の時より施行すへし但し調印後六ケ月より遲延すへからす且此規則中に擧さる瑣末の事に至りては都て雙方の長官是迄の通り取扱ふへし

右證として雙方全權委任のもの此假の規則に姓名を記し調印せり此に雙方の譯官名判を記したる英文を添たり